# Чёрный рыцарь (фильм)
«Чёрный рыцарь»  (англ. Black Knight) — американская кинокомедия, в главной роли которой снялся Мартин Лоуренс.
Тэглайн: Комедия о человеке не в своём времени и не в своём уме.

## Сюжет
Джамал Уокер (Лоуренс) — постоянно отлынивающий от работы работник парка развлечений под названием «Мир Средневековья», который вскоре будет вытеснен другим конкурирующим парком — «Мир замков». Жизнь Джамала радикально меняется когда он занимается чисткой рва вокруг парка. Он обнаруживает медальон в воде, и когда он попытается достать его, его самого засасывает в другой мир, т. е. в другую эпоху. Джамал просыпается в Англии в 1328 году и пытается понять, где он очутился. Довольно быстро он понимает, что это не его среда (т. е. не его время). Подданные Англии считают его французским мавром (точнее, нормандцем), особенно из-за его странной одежды, разговорной речи и манер.
Вскоре его принимает правящий король Лео (Кевин Конуэй). Его принимают за посла герцога Нормандского, который желает жениться на дочери английского короля, тем самым скрепляя союз двух наций. Себя Джамал называет «сэром [Скайуокером]», и вскоре он становится главой королевской стражи. Пока всё это происходит, Джамал узнаёт жестокую правду, — король Лео — узурпатор, жестоко свергший законную королеву Англии. Эту информацию он получает от Виктории (Томасон), горничной при королевском дворе, и сэра Нолти (Уилкинсон), спившегося бывшего рыцаря свергнутой законной королевы Англии. С их помощью и древней легенды о пришествии «Чёрного рыцаря», Джамал должен свергнуть короля-узурпатора и вернуть престол законной королеве.
После гибели короля Лео и его главного помощника, королева награждает Джамала титулом рыцаря (а именно, Чёрного рыцаря), но тут он пробуждается от удара дефибриллятора. Оглядевшись, он понимает что всё это было сном, но его жизнь всё равно уже не та. Понятие чести глубоко впечаталось в его сознание. Через несколько недель, благодаря усилиям Джамала, «Мир Средневековья» опять становится популярным местом времяпрепровождения для детей. В одной из посетительниц он узнаёт Викторию, которая зовёт себя Никки (Николь). Пытаясь получить её телефонный номер, он бежит за ней через ров, но его кто-то толкает в воду, и Джамал встаёт посреди Колизея полного зрителями. Кто-то кричит «Выпустить львов!».

## В ролях
| Актёр           | Роль              |
| --------------- | ----------------- |
| Мартин Лоуренс  | Джамал Уолкер     |
| Марша Томасон   | Виктория / Николь |
| Том Уилкинсон   | сэр Нолти         |
| Винсент Риган   | Персиваль         |
| Дэрил Митчелл   | Стив              |
| Кевин Конуэй    | король Лео        |
| Джанетт Вигар   | принцесса Реджина |
| Майкл Кантримэн | Филипп            |
| Эрик Йенсен     | Дерек             |
| Дикран Тулейн   | Деннис            |
| Хелен Кэри      | Королева          |
| Джефф Чейз      | Гигант            |